# 7-см гірська гармата М.99 (Австро-Угорщина)
7-см гірська гармата М.99 (нім. 7 cm Gebirgsgeschütz M 99) була на озброєнні Збройних сил Австро-Угорщини періоду 1-ї світової війни з роздільним заряджанням. На ту пору це була морально застаріла зброя.
Гармата поступила на озброєння на межі ХІХ-ХХ ст. Гармата мала коротке дуло з бронзово-стального сплаву з поршневим затвором, яке було закріплено на ложі без противідкатного пристрою. Через це при пострілі гармата відскакувала на 1,5 м назад і її необхідно було повертати на бойову позицію. Примітивний приціл не дозволяв вести ефективну стрільбу на далеких відстанях. Скорострільність не перевищувала 2 пострілів на хвилину. Двоколісний лафет мав жорстку конструкцію. При транспортування гармата розбиралась на три частини. Через брак нових 7,5-см гармат М.15 застаріла гармата М.99 використовувалась у бойових діях 20 батареєю гірської артилерії.

## Порівняльні характеристики
7-см гірська гармата зразка М.99 має найнижчі балістичні характеристики та скорострільність у порівнянні з аналогами, проте має найменшу масу.
| Держава, калібр та рік прийняття гармати на озброєння | Вага системи у бойовому положенні, кг | Вага снаряду, кг | Вага розривного заряду, кг | Кількість куль у шрапнелі | Початкова швидкість, м/с | Найбільша дальність | Скорострільність, пострілів на хвилину | Вертикальний кут обстрілу, градуси |
| ----------------------------------------------------- | ------------------------------------- | ---------------- | -------------------------- | ------------------------- | ------------------------ | ------------------- | -------------------------------------- | ---------------------------------- |
| Російська 76-мм гірська гармата зразка 1909 року      | 624                                   | 6,5              | 0,78                       | 260                       | 381                      | 7,0                 | 10                                     | -10 +35                            |
| Французька 65-мм гірська гармата зразка 1906 року     | 390                                   | 3,81             | 0,5                        | ?                         | 330                      | 6,5                 | 8                                      | -9 +35                             |
| Австро-угорська 7-см гірська гармата М.99             | 315                                   | 4,64             | 0,7                        | 216                       | 310                      | 4,8                 | 2                                      | -10 +26                            |

## Джерело
- Stefan Pataj: Artyleria lądowa 1872—1970. Warszawa: Wydawnictwo MON, 1975. (пол.)